# توتر الطفل

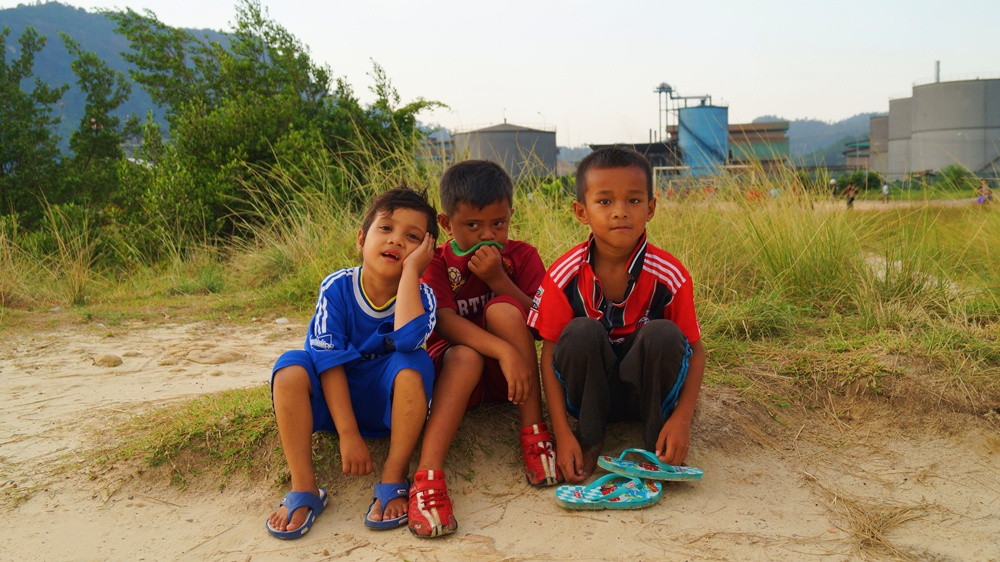
اطفال

التوتر عند الطفل من الظواهر التي ظهرت وانتشرت في المجتمع اليوم فلابد من دق ناقوس الخطر لان الطفل هو لبنة المجتمع وللاسرة دور فاعل وهام في القضاء على هذة الظواهر السالبة. التَّوَتُّر - تَوَتُّر: الحالةُ الانفعاليةُ لجسم
تَوَتَّرَ العصَبُ والعِرْقُ : اشتدَّ ويقال : تَوَتَّرت العلاقاتُ بين الدولتين : ساءَت ومالت إلى الشدَّة بعد اللِّين والوئام .المعجم الوسيط

الطِّفْلُ - طِفْلُ : الموْلُودُ ما دامَ نَاعِمًا رَخْصًا . وفي التنزيل العزيز : الحج آية 5 ثُمَّ نُخْرِجُكُمْ طِفْلا ) ) . و الطِّفْلُ الولدُ حتى البُلُوغ، وهو للمفرد المذكر وفي التنزيل العزيز : النور آية 31 أو الطِّفْلِ الَّذِينَ لَمْ َيظْهَرُوا عَلَى عَوْراتِ النِّسَاءِ ) ) .و الطِّفْلُ كل جزء من شيء حدثًا كان أو معنى .يقال : أتيته والليلُ طِفْلٌ : في أوّله . المعجم الوسيط 
- التَّوَتُّر علمياً في ( علوم النفس ) هو شعور بالضيق واضطراب التوازن والاستعداد لتغيير السلوك .

## توتر الطفل
التوتر مرض عارض يصيب نفسية الطفل لأسباب متعددة . ويرافقه طيلة يومه ولا ينفك عنه فيفقده نشاطه ومرحه وتفتحه للحياة . ويختلف تماما عن الغضب.
Habit disorders أي مصطلح اضطراب العادات، هو ضعف السيطرة على الوظائف الحركية عند الأطفال، وتشتمل قضم الأظافر، ومص الإبهام، والتلعثم، وهذه العادات هي عبارة عن متنفس للتوتر العصبي لديهم
مص الإبهام: هي عادة شائعة في السنة الأولى والثانية من عمر الطفل، وهذه العادة تشوه الأسنان، وتسبب صعوبة في المضغ والتنفس، وإذا استمرت العادة بعد بدء تساقط الأسنان اللبنية عند الطفل؛ زاد خطر التشوه في الفك.
قضم الأظافر هذه العادة من أكثر العادات صعوبة من حيث القابلية للتغيير، وللوقاية منها؛ لا بد من قص أظافر الطفل باستمرار؛ بحيث لا يكون لها حواف خشنة، وإشغاله بالنشاطات التي تتطلب استخدام الأيدي.
التأتأة هي اضطراب في الإيقاع الصوتي، بحيث لا يكون الحديث متصلاً، وكما ترى الدكتورة لنا، أنّ معظم المتلعثمين يتحدثون بطلاقة مع الأصدقاء، ولكنهم يتلعثمون بشدة عندما يكونون مع الغرباء؛ وخصوصاً مع من يمثلون السلطة، ومن أهم أسباب التلعثم: توقعات الوالدين غير الواقعية، حيث يضغطون على طفل السنتين؛ أن ينمي قاموسه اللغوي.

## مظاهر التَّوَتُّر عند الأطفال
ولأنّ أكثر الآباء لا يميزون بين الغضب والتوتر عند الطفل، لذا فأهم مظاهر هذا المرض، حتى يتسنى للوالدين تشخيص حالة المرض عند أبنائهم وهي كالتالي :
1 ـ ضعف ثقته بنفسه :
إنّ كل الآثار التي يخلفها التوتر على الطفل غير مرغوبة عند الوالدين بشكل عام، فالأم يحزنها أن تجد طفلها قلقاً يقضم أظفاره " ويتعرض للفشل طيلة حياته في نشاطاته المختلفة ابتداء من المدرسة ثم حياته الزوجية والعملية .. وما نراه في مناطق كثيرة من أمم تعيش تحت سطوة الحاكم الجائر دون أن تسعى لتغيير ماعليها بكلمة أو حركة، ترجع أسبابه إلى الإفراد الذين تتكون منهم تلك الأمم ممن فقدوا ثقتهم بأنفسهم فأصبحوا أذلاء.
2 ـ الجُبن : 
ان الطفل حين يخشى الظلمة أو النوم في مكان بعيد عن والديه، أو خوفه من الماء إلى غير ذلك من المخاوف التي تجعله جباناً لا يقدم ولا يؤخر . وكل هذه المخاوف تأتي للطفل نتيجة توتره.
3 ـ تقليد الآخرين : 
الطفل في مرحلته الأولى قد يأتي والديه يوماً بحركة جديدة وتصرف غريب كلما يلتقي بأقرانه. وحالة الطفل بهذا الشكل تثير غضب والديه متصورين الأمر مرتبطاً بانعكاس أخلاق قرناء السوء. والأمر ليس كذلك، بل هي حالة التوتر التي تدفعه لاكتساب هذا الخلق وذلك دون ان يتعلمه من والديه.
4 ـ ازدياد حالة الغضب :
للغضب نوبات حيث تزيد وتنقص في الطفل في سنواته الأولى حسب حالته النفسية . فإن كان متوتراً ازدادت عنده وتفاقمت مما يثير إزعاج والديه.

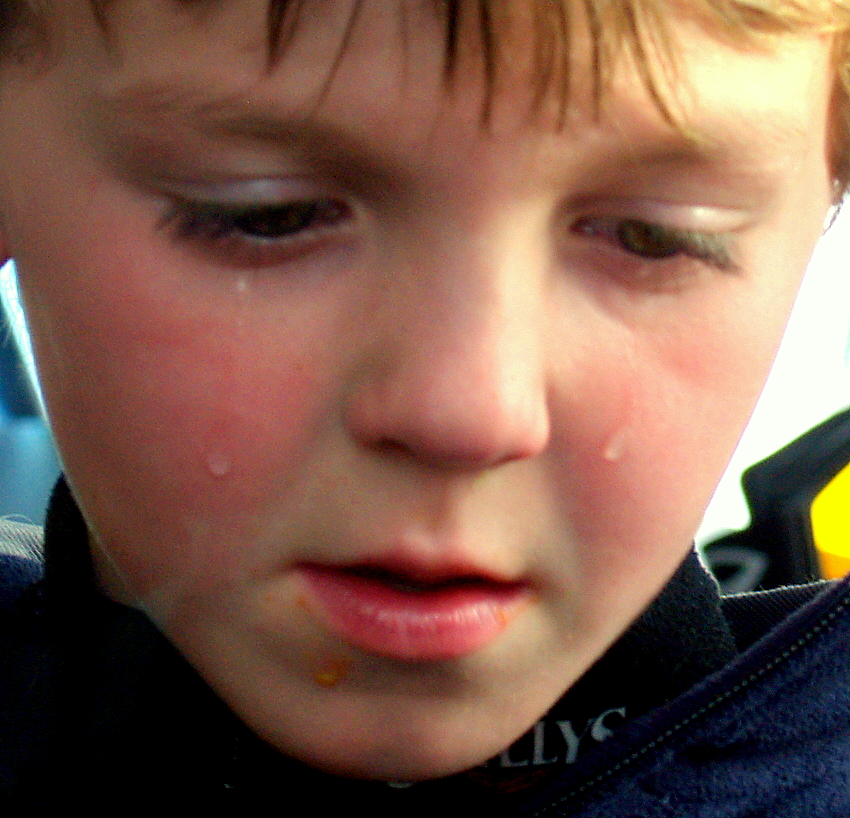
طفل يبكي من الالم

## أسباب التوتر
يجدر بالآباء الوقاية من المرض، وذلك بمعرفة أسبابه وهي كالتالي :

### 1 ـ التعامل معه بحده
إنّ نفسية الطفل عموما لاتختلف عن الكبير، ولذا يكون ما يزعجهم يزعجنا. فالأم حين يتعامل أحد معها بحده، كأن يطلب الزوج منها أن تفعل كذا، ويقولها بعصبية وقوة، بشكل طبيعي تصيبها حالة التوتر إضافة إلى عدم الاستجابة للفعل . والأب كذلك حين يطلب منه رئيسه في العمل انجاز امر بصرامة وعصبية . وهكذا الطفل يصيبه التوتر حين تقوله الأم بحده : إخلع ملابسك بسرعة ? لا يعلو ضجيجك? انته من الطعام بسرعة..إلخ، إضافة إلى العناد وعدم الطاعة.

### 2 ـ تعرضه للعقوبة القاسية
إن استخدام الوالدين للعقوبة القاسية المؤذية للجسد أو النفس، كالضرب أو التحقير أو التثبيط .. تؤدي إلى توتر الطفل في المرحلة الأولى من عمره.. وقد نهت التربية الحديثة عن أمثال هذه العقوبة كما طالب الأبوين بالتجاوز عن أخطاء أبنائهم.

### 3 ـ شعوره بالغيرة
إن الغيرة التي تصيب الطفل في السنوات السبع الأولى من عمره، وبسبب سوء التعامل معه تعدّ من الأسباب التي تجعل الطفل متوتراً .

### 4 ـ توجيه الإنذارات إليه
أن الطفل في مرحلته الأولى لا بدّ أن يكون سيداً. ومن مصاديق سيادته ان يكون البيت مهيئاً لحركته ولعبه... لأنّ تحذيرات الوالدين المتكررة للطفل في هذا العمر في عدم لمس هذه وعدم تحريك ذاك .. أو الخوف عليه، فلا تتحرك هنا ولا تذهب هناك... إن أمثال هذه التحذيرات تجعل الطفل متوتراً.	
وأخيراً : وبمعرفة أسباب المرض يمكن للآباء الوقاية منه وتجنيب أبنائهم الإصابة به .. ليتمتع الطفل بالثقة التي تؤهله للنجاح في حياته .. كما يكون شجاعاً بإمكانه التغلب على مخاوفه .. ويرتاح الوالدان من بعض التصرفات السلبية التي تكون نتيجة لتوتر الطفل مثل ضعف الشخصية الذي يدفعه إلى محاكاة أفعال الآخرين .. إضافة إلى ازدياد نوبات الغضب عنده .. كما إن عدم معالجة نفسية الطفل المتوتر، تعرضه للإصابة بعدة أمراض وعادات سيئة، كالتأتأة، وقضم الأظافر، وتحريك الرمش، والسعال الناشف، وغيرها.

## وصلات خارجية
- Psychology على مشروع الدليل المفتوح

- American Psychological Association
- Association for Psychological Science
- Discovering Psychology. (2001). The History of Psychology:Contemporary Foundations
- The Florida State University PSYCHOLOGY.(2011).HISTORY
- http://www.hayatnafs.com